# قطعنامه ۵۷۰ شورای امنیت
قطعنامه  ۵۷۰ شورای امنیت سازمان ملل متحد که در تاریخ ۱۲ سپتامبر ۱۹۸۵ تصویب شد، سندی بین‌المللی دربارهٔ دیوان بین‌المللی دادگستری است. این قطعنامه طی نشست ۲۶۰۴ام با ۱۵ موافق، ۰ مخالف و ۰ ممتنع تصویب شد.